# Rocío Banquells
Rocío Banquells  (Monterrey, Új-León, Mexikó, 1958. június 22. –) mexikói énekesnő, színésznő .

## Élete és pályafutása
Édesapja Rafael Banquells rendező, édesanyja Dina de Marco színésznő volt. Kétszer házasodott. Először Pedro Méndezhez ment hozzá, akitől egy Pamela nevű lánya született. A második házassága Jorge Berlangával volt, akitől van egy Rodrigo nevű fia.

## Filmográfia
- La mexicana y el güero (2020–2021).... Maria Dolores Santoyo
- Un Camino Hacia el destino (A sors útjai) (2016) .... Guadalupe "Lupe" Gonzalo (Magyar hang: Kocsis Mariann)
- Corazón Indomable (Maricruz) (2013) .... Carola Canseco (Magyar hang: Kocsis Mariann)
- Cuando me enamoro (Időtlen szerelem) (2010–2011) .... Josefina "Fina" Álvarez Martínez de Monterrubio / Pepa (Magyar hang: Rátonyi Hajni)
- Mujeres Asesinas 3 (2010) .... Elena
- Cuidado con el ángel (Árva angyal) (2008–2009) .... Isabella Rojas (Magyar hang: Czirják Csilla)
- Pasión (2007–2008) .... Ofelia
- Cantando por un sueño: Reyes De La Canción (2006) .... Önmaga
- Cantando por un sueño (2006) .... Önmaga
- Te dejare de amar (1996–1997) .... Regina Sandor
- La fiera (1983–1984) .... Brenda del Villar
- Bianca Vidal (1982–1983) .... Mónica
- Juegos del destino (1981–1982) .... Sofía
- Querer volar (1980) .... Erika
- Los ricos también lloran (1979–1980) .... Esther Izaguirre
- Ladronzuela (1978) .... Gilda
- Mi hermana la Nena (1976) .... Mónica
- Barata de primavera (1975) .... Patricia
- Ha llegado una intrusa (1974)
- Adorables Mujercitas (1973) .... Roberta
- Los que ayudan a Dios (1973) .... Valeria

## Diszkográfia
- 1985: Rocío Banquells
- 1986: Con él
- 1987: Entrega Total
- 1988: En el alambre
- 1989: Llorarás, llorarás
- 1990: Un sueño que alguna vez soñe
- 1990: Escucha el infinito
- 1991: A mi viejo
- 1993: A la Virgen Morena
- 1993: Genio y figura
- 1995: La fuerza del amor
- 1996: Coincidir: Grandes Éxitos
- 1998: Recuerdos de un sentimiento
- 2007: Nací para tí
- 2007: Las numero uno

## Színház
- 1970: Cosas de mamá y papá
- 1970: Los años imposibles
- 1972: El día que secuestraron al Papa
- 1973–1974: Vaselina (Grease) (Licha)
- 1975: La novicia rebelde (A muzsika hangja) (Maria Von Trapp/Liesl)
- 1975: Ciao Valentino
- 1977: Lili (Lili)
- 1978: El país de las sonrisas
- 1979: Anita la huerfanita (Annie)
- 1980: Aló!... Aló!... número equivocado
- 1980: Godspell
- 1981–1982: Evita (Evita Perón)
- 1982: Un gran final (A Chorus Line)
- 1983: Jesuscristo Superestrella (Jesus Christ Superstar) (Mary Magdalene)
- 1984: Todo se vale (Anything Goes)
- 1997–1998: Evita (Evita Perón)
- 2007: Los monólogos de la vagina
- 2008: La Bella y la Bestia, el musical de Broadway (Beauty and the Beast) (Mrs. Potss)
- 2009–2010: Mamma Mia! (Donna Sheridan)

## Díjak és jelölések
TVyNovelas-díj
| Év   | Kategória            | Telenovella      | Eredmény |
| ---- | -------------------- | ---------------- | -------- |
| 2011 | Legjobb női főgonosz | Időtlen szerelem | Nyertes  |
| 1984 | Legjobb női főgonosz | Bianca Vidal     | Nyertes  |

People en Español-díj
| Év   | Kategória            | Telenovella      | Eredmény |
| ---- | -------------------- | ---------------- | -------- |
| 2011 | Legjobb női főgonosz | Időtlen szerelem | Jelölés  |